# Miguel Barrachina Ros
Miguel Barrachina Ros (Sogorb, 30 de gener de 1969) és un economista i polític valencià, diputat pel Partit Popular (PP) al Congrés espanyol i a les Corts Valencianes en diverses legislatures i síndic-portaveu del Grup Popular a les Corts entre el 2023 i el 2024. Actualment és conseller d'Agricultura, Ramaderia i Pesca de la Generalitat Valenciana.
Llicenciat en Ciències Econòmiques i Empresarials, especialitat Sector Públic. Ha treballat com a interventor-tresorer de l'Administració Local. Militant del PP, fou regidor de l'ajuntament de Sogorb (1991-1999), diputat a les eleccions a les Corts Valencianes de 1995 i 1999, deixà l'escó el 2002 quan fou nomenat director general del Ministeri de Treball i Afers Socials, càrrec que ocupà fins al 2004, sent ministre Eduardo Zaplana. Posteriorment fou diputat per la província de Castelló a les eleccions generals espanyoles de 2004 i 2008. A les eleccions locals de 2011 tornà a presentar-se a les llistes del PP local i va ser regidor d'hisenda de l'ajuntament de Sogorb i diputat provincial a la Diputació de Castelló. Fou escollit novament diputat per Castelló a les eleccions generals espanyoles de 2015 i 2016.
El 2019 torna a les Corts Valencianes des d'on va llançar notícies falses per tal d'atacar el govern valencià de PSPV i Compromís en el context de la crisi del Coronavirus. Va revalidar l'escó a les eleccions de 2023 i va ser nomenat Síndic del Grup Parlamentari Popular a les Corts. Posteriorment, amb l'eixida de Vox del Consell i la consegüent remodelació de l'executiu el 12 de juliol de 2024, Barrachina va passar a ocupar la conselleria d'Agricultura, Ramaderia i Pesca, en substitució de José Luis Aguirre, i va ser rellevat com a síndic-portaveu del PP per Juanfran Pérez Llorca.